# راوینیا (داکوتای جنوبی)
راوینیا(به انگلیسی: Ravinia) شهری در ایالت داکوتای جنوبی کشور ایالات متحده آمریکا است که جمعیت آن در سرشماری سال ۲۰۱۰ میلادی، ۶۱ نفر بوده‌است.